# Адриан Комнин
Адриан Комнин (греч. Ἁδριανὸς Κομνηνός; не ранее 1060 и не позднее 1062 — 19 апреля 1105) — византийский аристократ и военачальник. Младший брат императора Алексея I Комнина.
Член знатного рода Комнинов. Четвёртый сын Иоанна Комнина, доместика схол Запада, и Анны Далассины. Родился между 1060 и 1062 годами. Получил блестящее образование. В 1081 году после восхождения его брата Алексея на престол получил титул протосеваста. Женился на Зое, дочери императора Константина X Дуки. У них был сын Алексей и две дочери.
В 1082—1083 годах участвовал в военных кампаниях в Эпире и Фессалии, где отличился в битвах против итальянских норманнов во главе с Робертом Гвискар и его сыном Боэмундом Тарентским. В награду в 1084 году ему было даровано право пожизненно получать доходы от области Касандра на полуострове Халкидики .
В 1086 году после гибели Григория Пакуриана в битве с печенегами был назначен доместиком схол Запада. Вначале успешно воевал против печенегов. В августе 1087 в битве при Дристри командовал франкскими наёмниками. Печенеги нанесли византийцам сокрушительное поражение, а Адриан едва спасся. 1091 году принимал участие в новой военной кампании против печенегов, в битве при Левунионе ему было поручено защищать левый берег реки Марица. В битве не отличился.
Зимой 1092—1093 годов инициировал судебное разбирательство в Фессалониках, обвинив своего племянника Иоанна, сына своего брата Исаака Комнина в заговоре против императора. Иоанн был оправдан, но отношения Адриана и Исаака были разрушены.
В 1094 году вместе с Никифором Диогеном участвовал в заговоре против своего брата-императора Алексея I, но впоследствии сам его и разоблачил, представив себя как двойного агента. Благодаря этому Адриан сумел сохранить свои титулы. В том же году в должности великого доместика участвовал в суде над Львом Халкидонским в Большом Влахернском соборе.
Стал монахом под именем Иоанн. Дата его смерти оспаривается. В монастырских книгах указывается дата смерти монаха Иоанна — 19 апреля 1105 года. Тем не менее, Адриан Комнин отсутствует в списке почивших типикона 1118 года, однако присутствует в списке 1136 года.